# 朔城区
朔城区是中国山西省朔州市下辖的一个市辖区。原为朔县，朔州市府所在地。境内有国家级重点保护文物崇福寺；省级重点保护文物峙峪遗址、大型汉墓群；还有一大批区级文物保护单位。比较出名的风景名胜有“塞上西湖”之称的神头海。區人民政府駐鄯陽街。

## 行政区划
朔城区下辖4个街道办事处、2个镇、9个乡：
北城街道、南城街道、神头街道、北旺庄街道、神头镇、利民镇、下团堡乡、小平易乡、滋润乡、南榆林乡、贾庄乡、沙塄河乡、窑子头乡和张蔡庄乡。

## 人口
根據第七次人口普查數據，截至2020年11月1日零時，朔城區常住人口為565075人。